# James Duddridge
James Philip Duddridge, (né le 26 août 1971) est un homme politique britannique et ancien banquier. Membre du Parti conservateur, il est député de Rochford et Southend East de 2005 à 2024. Duddridge occupe plusieurs postes ministériels sous les premiers ministres David Cameron, Boris Johnson et Liz Truss.
Duddridge sert sous David Cameron en tant que Lord Commissaire au Trésor de mai 2010 à septembre 2012 et en tant que sous-secrétaire d'État parlementaire pour l'Afrique au ministère des Affaires étrangères et du Commonwealth de 2014 à 2016. Après la nomination de Theresa May au poste de Premier ministre en juillet 2016, il revient sur les bancs d’arrière-ban.
Il est nommé par Boris Johnson au poste de sous-secrétaire d'État parlementaire chargé de la sortie de l'Union européenne en juillet 2019, et occupe ce poste jusqu'au 31 janvier 2020, date à laquelle le Royaume-Uni quitte l'Union européenne et le poste est aboli. Duddridge reprend son ancien poste de sous-secrétaire d'État parlementaire pour l'Afrique en février 2020 jusqu'à un remaniement gouvernemental en septembre 2021, où il quitte le gouvernement. Il est ensuite secrétaire privé parlementaire de Johnson de février à juillet 2022 et Lord commissaire au Trésor de juillet 2022 à septembre 2022.
Duddridge est ministre d'État chargé du Commerce international dans le gouvernement Truss. Il quitte le gouvernement en octobre 2022, avec l'arrivée du Premier ministre Rishi Sunak.

## Jeunesse et carrière
James Duddridge est né le 26 août 1971 à Bristol. Il fait ses études à la Crestwood School, à la Huddersfield High School et à la Blue School de Wells. Il étudie les sciences politiques à l'Université de l'Essex.
Duddridge est président des Wells Young Conservateurs de 1989 à 1991 et est élu président de l'Association conservatrice de l'Université d'Essex en 1990. En 1991, alors qu'il est à l'université, le député conservateur local Bernard Jenkin le recrute comme assistant.
Après avoir obtenu son diplôme en 1993, Duddridge poursuit une carrière dans le secteur privé. Il est banquier chez Barclays dans la City de Londres et en Afrique pendant 10 ans, puis devient directeur national des ventes en Côte d'Ivoire et dirige finalement les opérations de la banque au Botswana avec un effectif de 750 personnes. Il est également membre fondateur de la société de sondage YouGov.

## Carrière politique
Duddridge se présente comme candidat conservateur à Rother Valley aux élections générales de 2001, arrivant deuxième avec 21,7 % des voix derrière le député travailliste sortant Kevin Barron.
Il est ensuite choisi comme candidat des conservateurs pour Rochford et Southend East. Aux élections générales de 2005, Duddridge est élu député de Rochford et Southend East avec 45,3 % des voix et une majorité de 5 490 voix. Il prononce son premier discours à la Chambre des communes le 9 juin 2005.
En janvier 2008, il est nommé whip de l'opposition.
Aux élections générales de 2010, il est réélu député de Rochford et Southend East avec une part de voix de 46,9 % et une majorité de 11 050 voix. Après l'élection, il devient Lord Commissaire du Trésor (Whip du gouvernement) responsable du ministère des Affaires étrangères et du Commonwealth et du ministère de l'Éducation, mais quitte le gouvernement lors du remaniement du Premier ministre David Cameron en septembre 2012.
Le 3 décembre 2010, Duddridge est autorisé à répondre au nom du gouvernement depuis la boîte d'expédition lors d'un débat d'ajournement, une rareté car les whips des Communes – en particulier les whips du gouvernement – par convention ne parlent pas à la Chambre.
Duddridge est considéré comme très eurosceptique, ayant suggéré en 2013 que le gouvernement devrait dire au commissaire européen de « se dégonfler » plutôt que de verser des allocations aux Roumains et aux Bulgares.
Le 11 août 2014, il est nommé sous-secrétaire parlementaire aux Affaires étrangères et du Commonwealth à la suite de la démission de Mark Simmonds en raison de ses affirmations selon lesquelles il « ne pouvait pas subvenir aux besoins de sa famille à Londres avec le salaire d'un député ».
Aux élections générales de 2015, Duddridge est réélu, avec une part des voix de 46,4 % et une majorité diminuée de 9 476.
Le 9 février 2017, Duddridge dépose une motion de censure à la suite des commentaires du président de la Chambre des communes John Bercow au sujet de la visite d'État imminente du président américain Donald Trump. La motion propose « que cette Chambre n'ait aucune confiance dans M. le Président » et reçoit des critiques de partout dans la Chambre. La tentative de destituer Bercow du poste de président de la Chambre des communes échoue après que seulement cinq députés aient soutenu la motion de censure de Duddridge.
Duddridge est réélu lors des élections générales anticipées de 2017, avec une part des voix de 48,7 % et une majorité de 5 548 voix.
Le 27 juillet 2019, il est nommé sous-secrétaire d'État parlementaire chargé de la sortie de l'Union européenne dans le gouvernement de Boris Johnson.
Aux élections générales de 2019, Duddridge est réélu, avec une part des voix de 58,7 % et une majorité de 12 286 voix.
Le 8 juillet 2022, il est nommé Lord Commissaire du Trésor, succédant à Michael Tomlinson.
Il soutient Liz Truss lors des élections à la direction du Parti conservateur de juillet à septembre 2022.
Duddridge est nommé Chevalier Commandeur de l'Ordre de Saint-Michel et Saint-Georges (KCMG) lors des honneurs politiques de 2022 « pour le service politique et public ».
En novembre 2023, il annonce ne pas se représenter aux élections générales de 2024.